# 1980 僕たちの光州事件
『1980 僕たちの光州事件』（いちきゅうはちぜろ ぼくたちのこうしゅうじけん、原題：1980、英題：The Unforgettable Day）は、2024年公開の韓国映画。光州事件前日の1980年5月17日に中国料理店を開いた一家と市民に襲い掛かる悲劇が描かれる。

## 概要
美術監督のカン・スンヨンの初映画監督作品である。カン・スンヨンは脚本も務め、叔父役は『雲を抜けた月のように』（2010年）で撮影がいっしょになったペク・ソンヒョンを念頭に置いて書いたといい、ペク・ソンヒョンは実際に叔父の役を演じた。
2021年7月26日に撮影が開始された。撮影の大半は全羅南道の木浦市で行われ、主人公らの一家がオープンさせる中国料理屋のセットも同市に建てられた。3か月でクランクアップするが、事情により公開まで長い時間がかかった。ペク・ソンヒョンは「2023年11月から12月にかけての頃は公開は無理なのではないかと思っていた」と述べている。
2024年3月27日に韓国で一般公開された。それから1年後の2025年4月4日、日本でも公開された。

## キャスト
- カン・シニル - チョルスの祖父
- キム・ギュリ - チョルスの母
- ペク・ソンヒョン - チョルスの叔父
- ハン・スヨン - ヨンヒの母
- ソン・ミンジェ - チョルス